# Hogna diyari
Hogna diyari är en spindelart som beskrevs av Framenau, Gotch och Austin 2006. Hogna diyari ingår i släktet Hogna och familjen vargspindlar. Inga underarter finns listade i Catalogue of Life.